# Loch of Yarrows
Loch of Yarrows är en sjö i Storbritannien.   Den ligger i kommunen Highland och riksdelen Skottland, i den norra delen av landet, 800 km norr om huvudstaden London. Loch of Yarrows ligger 100 meter över havet.  Trakten runt Loch of Yarrows består i huvudsak av gräsmarker.